# Jan Masiel
Jan Tadeusz Masiel (n. 28 martie 1963, Siemiatycze, Podlasia, Polonia) este un om politic polon, membru al Parlamentului European în perioada 2004-2009 din partea Poloniei.
1. ↑  Deputații în Parlamentul European